# Sebastes chrysomelas

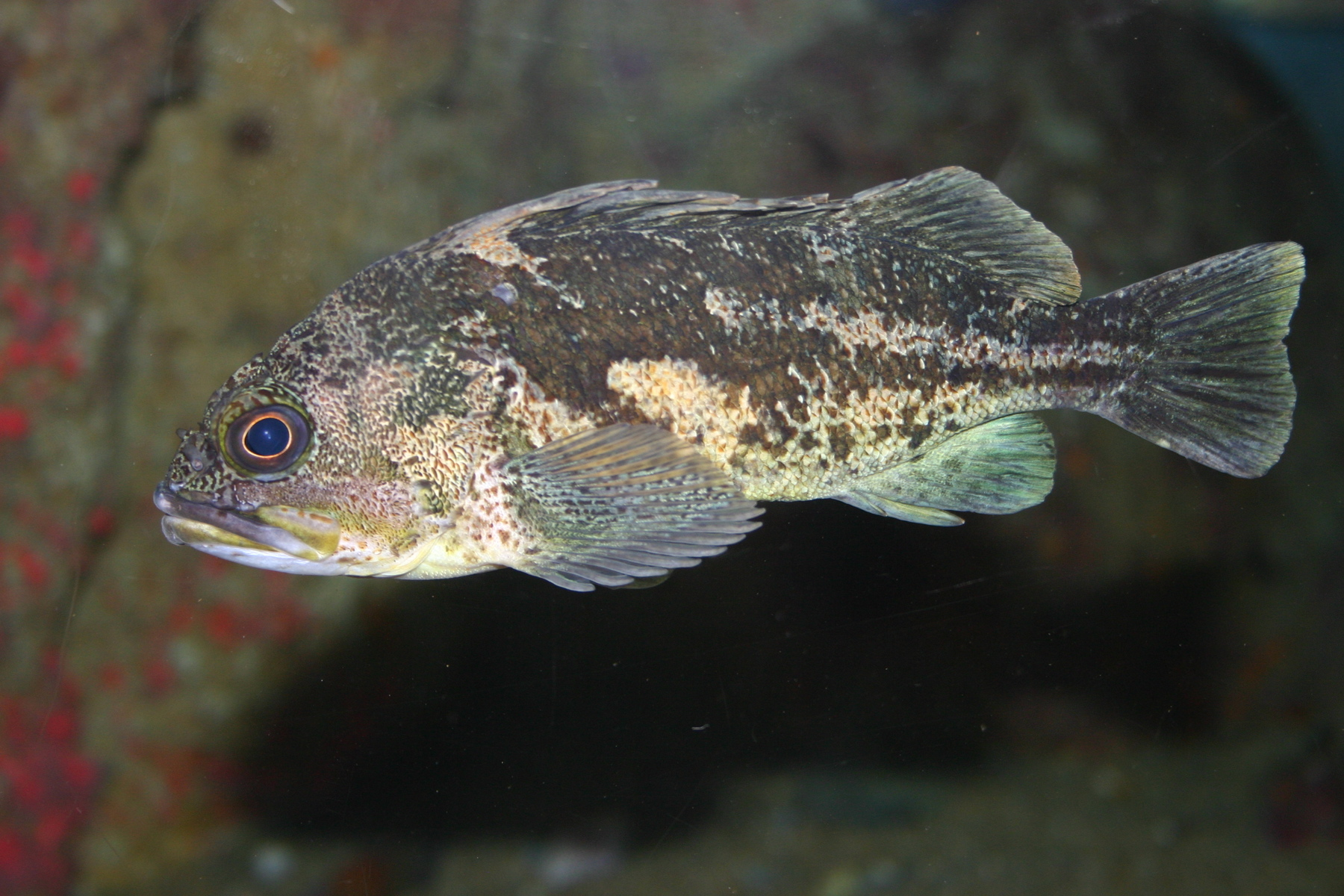
Vista lateral

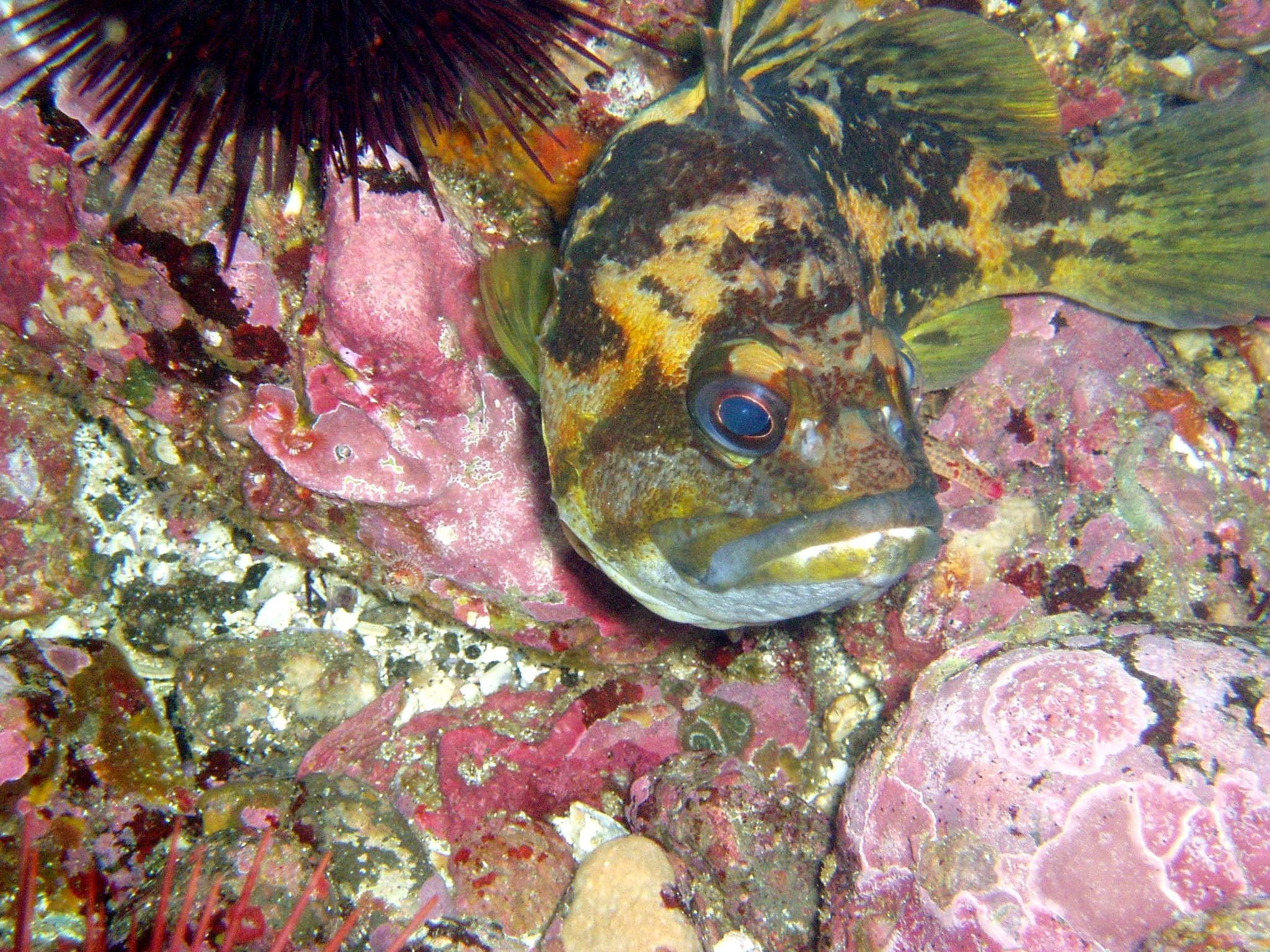
Vista frontal superior

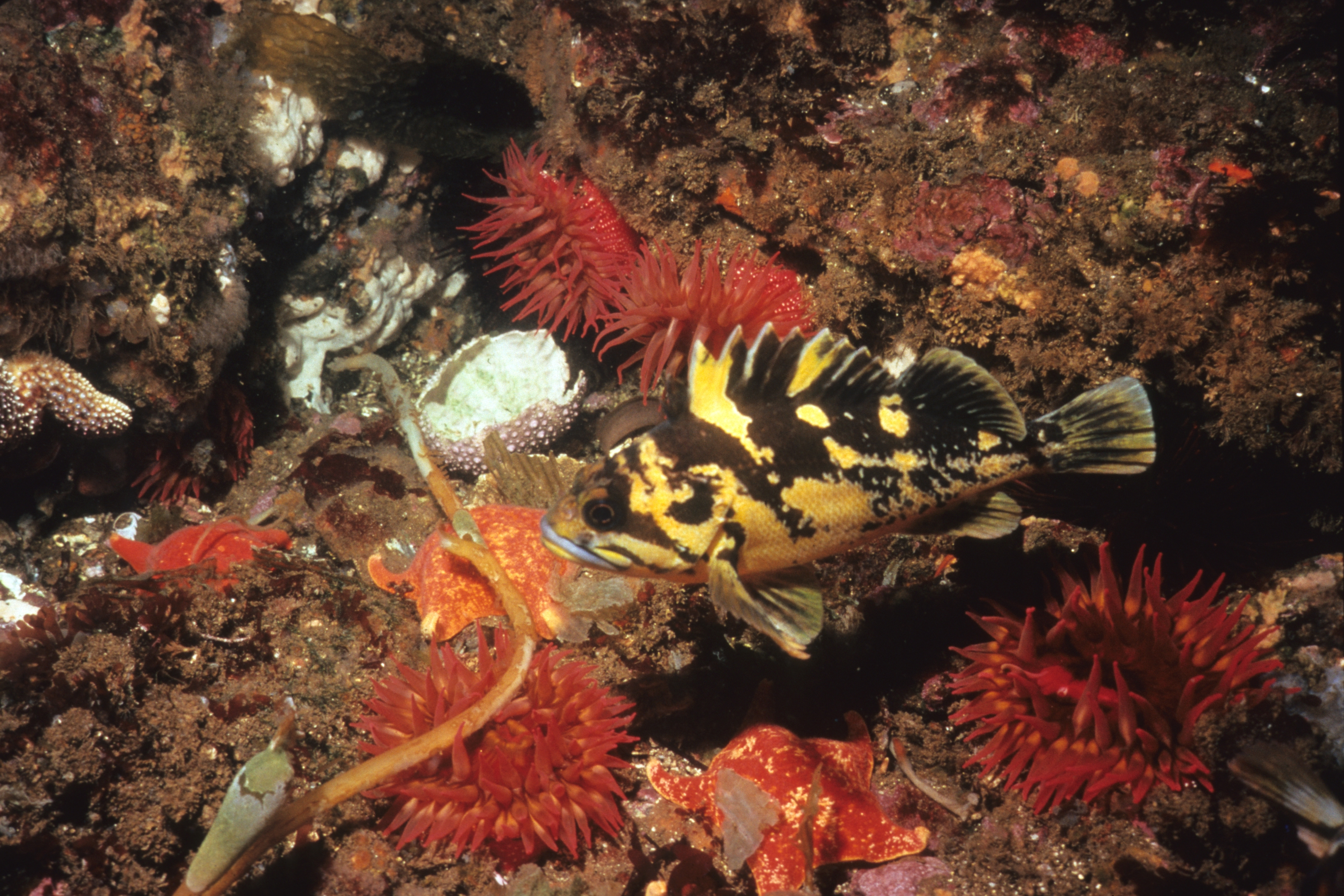
Un exemplar rodejat per un grup d'anemones i tres estrelles de mar, a la zona de Monterey

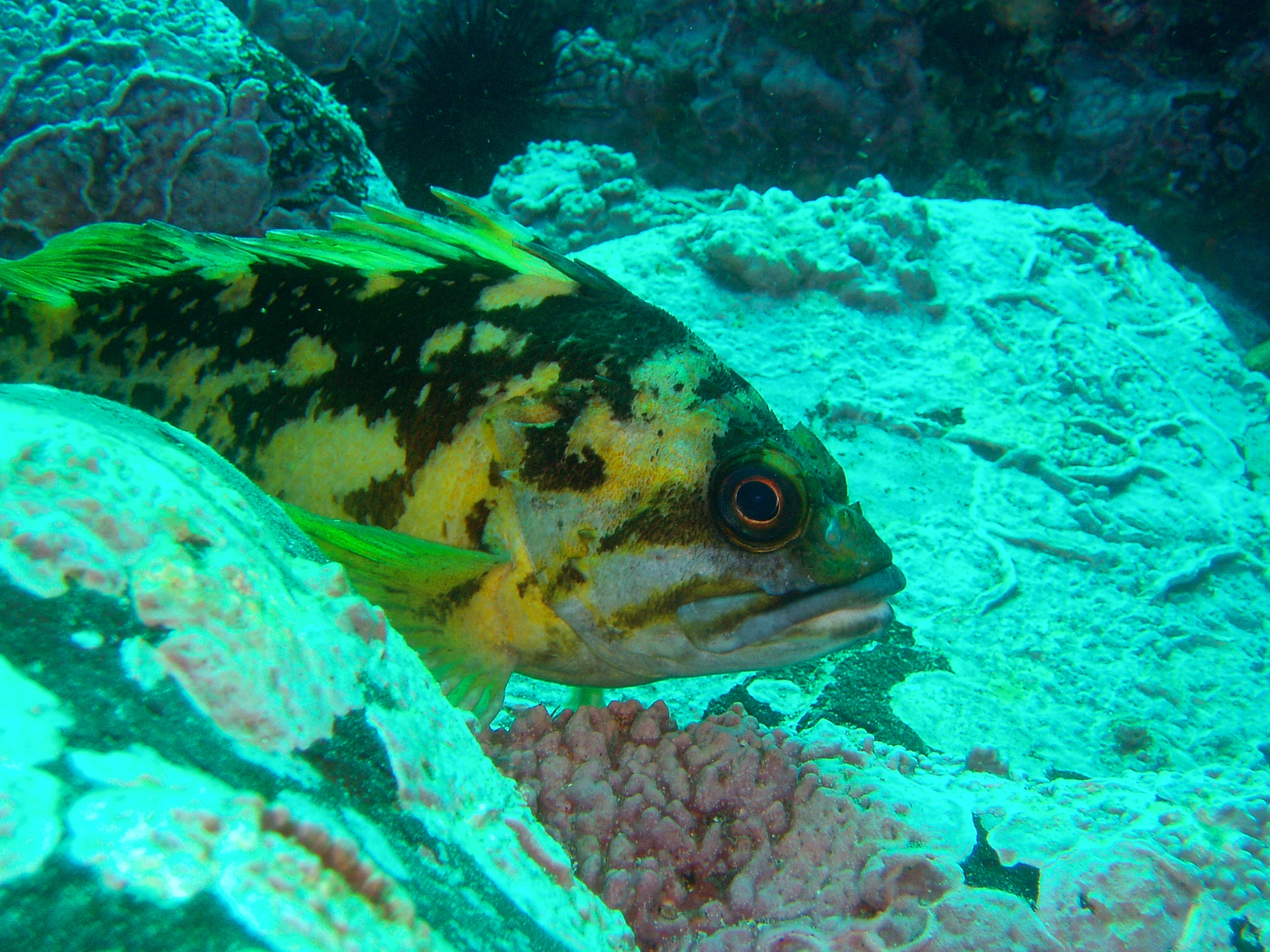
Exemplar de les illes Santa Bàrbara

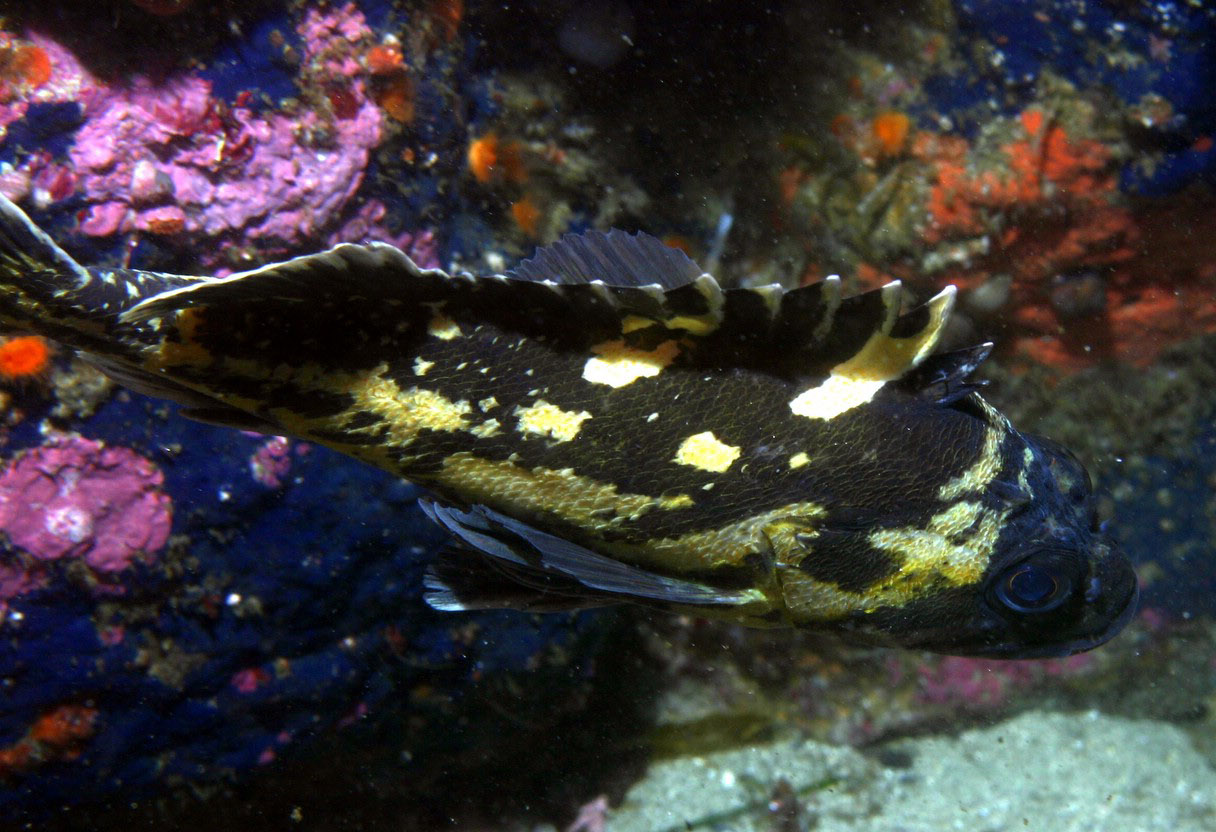
Vista superior

Sebastes chrysomelas és una espècie de peix pertanyent a la família dels sebàstids i a l'ordre dels escorpeniformes.

## Etimologia
Sebastes prové del mot grec sebastes (august, venerable), mentre que chrysomelas està format per dues paraules gregues que volen dir or i negre.

## Descripció
Fa 39 cm de llargària màxima i és de color olivaci a negre a les parts fosques i groc a les àrees clares. Presenta 3 o més taques clares al dors fosc (les quals s'estenen sobre l'aleta dorsal) i taques clares i trencades al llarg de la línia lateral. Peritoneu clar. La forma entre els ulls és còncava. 27-28 branquiespines. 6 radis a l'aleta anal. Està estretament relacionada genèticament amb Sebastes carnatus, ja que constitueixen un parell d'espècies germanes simpàtriques que només es diferencien l'una de l'altra pel color: S. carnatus té taques rosades sobre un fons marró, mentre que S. chrysomelas té taques grogues sobre un fons negre. Les anàlisis dels microsatèl·lits suggereixen que representen espècies incipients reproductivament aïllades.

## Reproducció
És de fecundació interna i vivípar. El naixement de les larves té lloc des del gener fins al maig, amb un pic al març.

## Alimentació
Als Estats Units, es nodreix, durant la nit, de peixos (com ara, Allosmerus elongatus, Sebastes, etc.), crustacis bentònics (Crangon franciscorum, Hemigrapsus nudus, amfípodes, crancs, isòpodes i gambes), crustacis planctònics (Euphausia superba), algues, cnidaris, equinoderms, mol·luscs (poliplacòfors, polps i gastròpodes) i poliquets. El seu nivell tròfic és de 3,7.

## Hàbitat i distribució geogràfica
És un peix marí, demersal (entre la zona de marees i els 37 m de fondària, normalment fins als 18) i de clima subtropical, el qual viu al Pacífic oriental: els forats i esquerdes dels fons rocallosos des de Cape Blanco (Oregon) i Eureka (el nord de Califòrnia, els Estats Units) fins a Isla Natividad (Baixa Califòrnia, Mèxic), incloent-hi el corrent de Califòrnia.

## Observacions
És inofensiu per als humans, el seu índex de vulnerabilitat és de moderat a alt (47 de 100) i la seua longevitat de 22 anys. És una espècie comercial molt popular des del segle xix i avui dia és capturada per bussejadors, pescadors des de la riba i llanxes i vaixells pesquers turístics.